# Pascua (geslacht)
Pascua is een geslacht van straalvinnige vissen uit de familie van de grondels (Gobiidae).

## Soorten
- Pascua caudilinea Randall, 2005
- Pascua sticta (Hoese & Larson, 2005)